# Église Saint-Polycarpe d'Izmir
L'église Saint Polycarpe (en turc : Aziz Polikarp Kilisesi) est une église catholique à Izmir en Turquie. Son saint patron est Polycarpe.

## Histoire
L'église Saint Polycarpe a été construite en 1625 avec l'autorisation du sultan ottoman et à la demande du roi de France Louis XIII,. L'église a été endommagée lors du tremblement de terre de Smyrne en 1688 et de l'incendie qui s'est déclaré dans les mois suivants. Elle a été réparée entre 1690 et 1691. Le monastère de l'église a été endommagé dans l'incendie de 1763. L'église a été restaurée en 1775 avec la contribution du roi de France Louis XVI et devient une basilique à trois nefs,. En 1820, une plaque commémorative en marbre est apposée dans l'église en l'honneur de Louis XIII. L'église, dans laquelle des chapelles ont été ajoutées lors de la restauration effectuée entre 1892 et 1989, a été décorée de fresques retraçant la vie de Polycarpe, réalisées par l'architecte français Raymond Charles Péré. Elle a été détruite par le grand incendie de Smyrne et a été reconstruite en 1929. Elle a été endommagée lors du Séisme de 2020 en mer Égée,.

## Architecture
Construite en pierre et en brique, l'église est aujourd'hui une basilique rectangulaire à trois nefs,. Il y a un clocher octogonal au sud-ouest de l'église, .